# Kilómetro Ochenta y Ocho
Kilómetro Ochenta y Ocho es una localidad del estado mexicano de Morelos. Es parte del municipio de Atlatlahucan.

## Toponimia
El nombre de la localidad refiere a su ubicación, en el kilómetro 88 de la carretera federal México-Cuautla.

## Demografía
| Gráfica de evolución demográfica |
|                                  |

| Censo | Población |
| ----- | --------- |
| 1960  | 123       |
| 1970  | 68        |
| 1980  | 102       |
| 1990  | 197       |
| 2000  | 281       |
| 2010  | 654       |
| 2020  | 1099      |